# 王文学 (企业家)
王文学（1967年5月—），中国企业家，第十一屆河北人大代表，第十二届全国政协委员，华夏幸福基业股份有限公司董事长。

## 生平
1967年5月出生在河北霸州，毕业于廊坊市工业学校，早年在廊坊交通局运输公司工作，1998年7月创建华夏房地产开发有限公司，也即是华夏幸福基业股份有限公司的前身。2011年8月29日，华夏幸福基业股份有限公司实现A股资本市场上市，股票简称华夏幸福。2015年1月，集团公司收购河北中基足球队，并正式更名为河北华夏幸福足球俱乐部。
2015年5月，其个人资产达到41亿美元。